# Baba pod Vihorlatom
Baba pod Vihorlatom je zrušená přírodní rezervace v okrese Sobrance ve Vihorlatských vrších v Košickém kraji. Předmětem ochrany byly porosty pralesovitého charakteru s mohutnými buky, kleny a s masovým výskytem pablenu kraňského.
Území bylo vyhlášeno v roce 1999 s rozlohou 37,93 hektaru. Přírodní rezervace byla 15. září 2020 zrušena a její území se stalo součástí přírodní rezervace Vihorlatský prales.